# Comuna Davîdiv, Pustomîtî
Davîdiv (în ucraineană Давидів) este o comună în raionul Pustomîtî, regiunea Liov, Ucraina, formată din satele Cerepîn și Davîdiv (reședința).

## Demografie
Componența lingvistică a comunei Davîdiv
     Ucraineană (99,71%)
     Alte limbi (0,29%)
Conform recensământului din 2001, majoritatea populației comunei Davîdiv era vorbitoare de ucraineană (99,71%), existând în minoritate și vorbitori de alte limbi.